# Gibraltar Intermediate League (2019/2020)
Gibraltar Intermediate League 2019/2020 – 2. edycja rozgrywek ligi rezerw na Gibraltarze. Bierze w niej udział 10 drużyn.

## Uczestnicy
Po rozwiązaniu Gibraltaru Phoenix i Gibraltaru United, a także St Joseph's F.C. Intermediate, który postanowił nie wracać do ligi po wycofaniu się w połowie poprzedniego sezonu, F.C. Bruno's Magpies Intermediate oraz College 1975 F.C. Intermediate po raz pierwszy zagrają w tej lidze. Ze względu na brak innych drużyn niezbędnych do konkurowania w Gibraltar Intermediate League F.C. Hound Dogs otrzymało specjalne pozwolenie od federacji na uczestnictwo w lidze rezerw.
Drużyny z poprzedniego sezonu:
- Lincoln Red Imps F.C. Intermediate (mistrz)
- Glacis United F.C. Intermediate (wicemistrz)
- Lynx F.C. Intermediate (4.miejsce)
- Europa FC Intermediate (5.miejsce)
- Mons Calpe S.C. Intermediate (6.miejsce)
- Lions Gibraltar F.C. Intermediate (7.miejsce)
- Manchester 62 F.C. Intermediate (8.miejsce)

Nowe drużyny:
- F.C. Bruno's Magpies Intermediate
- College 1975 F.C. Intermediate
- F.C. Hound Dogs

## Najlepsi strzelcy
Stan na 25 stycznia 2020:
| Bramki | Strzelcy        | Drużyna          |
| ------ | --------------- | ---------------- |
| 12     | Luke Bautista   | Europa FC        |
| 11     | Zayne Da Costa  | College 1975     |
| 9      | Leone Seatory   | Lynx             |
| 9      | Julian Del Rio  | Lincoln Red Imps |
| 8      | Jayan Brennan   | Europa FC        |
| 8      | Julian Lopez    | Glacis United    |
| 8      | Michael Ruiz    | Glacis United    |
| 8      | Jaron Vinet     | Mons Calpe       |
| 7      | Shay Jones      | Lincoln Red Imps |
| 6      | Brendan Ramagge | Lions Gibraltar  |
| 6      | Michael Yome    | Europa FC        |